# Tec-tec
Saxicola tectes
Espèce
Statut de conservation UICN

 LC  : Préoccupation mineure
Le Tarier de la Réunion ou localement tec-tec (Saxicola tectes) est une espèce d'oiseaux forestiers endémique de l'île de La Réunion.
Le tec-tec est protégé par un arrêté ministériel du 17 février 1989.

## Description

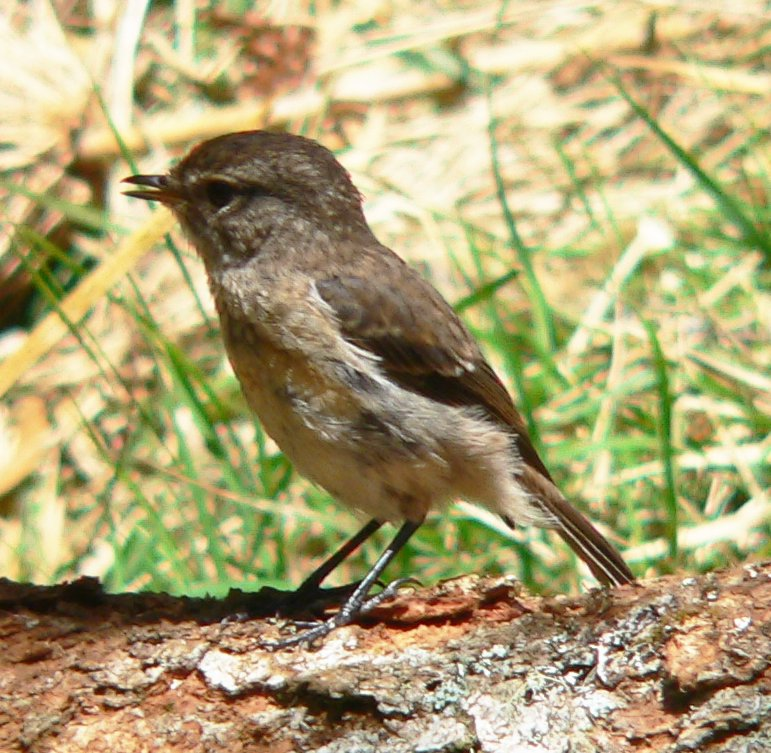
Femelle.

C'est un oiseau court et rond, à petit bec fin et pointu, d'une longueur de 12,5 cm. Il est reconnaissable à son sourcil blanc, qui le différencie de Saxicola torquata, le tarier pâtre, dont le sourcil est noir.
Les femelles ont un plumage beige à brun sur le dessus tandis que le dessous est clair avec une poitrine teintée de roux. Les ailes présentent une tache alaire blanche plus ou moins marquée.
Il existe plusieurs formes pour les mâles. Les plus typés ont la tête, les joues, la queue, le dessus du corps noirs. Les ailes également noires sont marquées d'une bande alaire blanche. Le dessous est clair avec un poitrail orangé.
D'autres mâles sont identiques aux femelles, même en période d'accouplement. D'autres enfin présentent des formes intermédiaires.

## Milieu

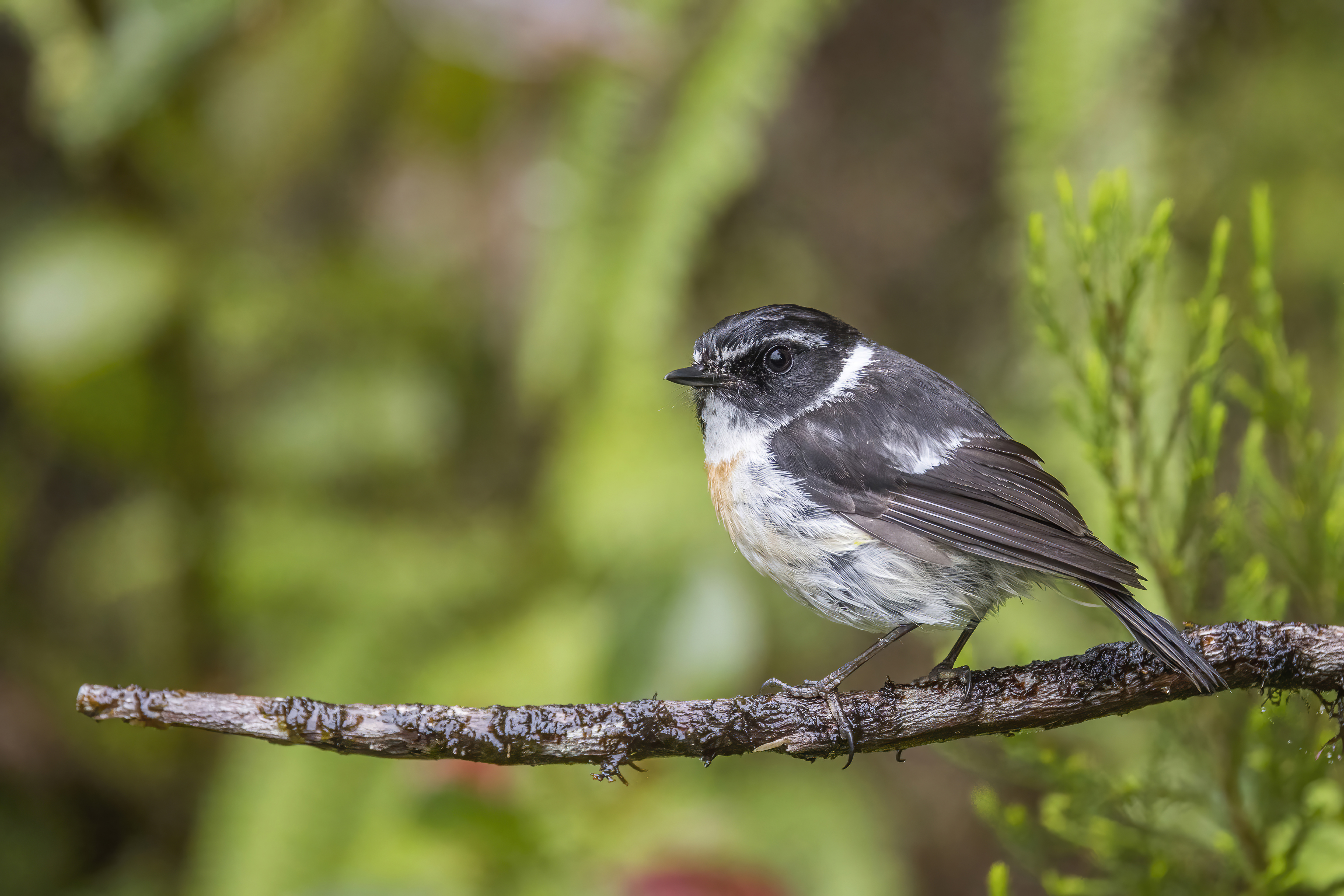
Un tec-tec mâle sur les pentes du sommet de la Roche Écrite.

Cette espèce ne vit qu'à la Réunion, où il est commun et où il est le seul représentant du genre Saxicola.
Il fréquente les clairières forestières et les milieux ouverts, depuis 300 mètres d'altitude jusqu'à la limite haute de végétation, à plus de 2 500 m. Il vit en solitaire. On peut le voir souvent se percher au sommet d'un buisson ou d'un rocher pour guetter les insectes qu'il capture au vol ou au sol.
Son nid est fait dans le creux d'un tronc ou souvent à même le sol, une habitude sans doute héritée de l'époque (avant l'arrivée de l'homme sur l'île) où il n'avait à craindre aucun prédateur.

## Nidification

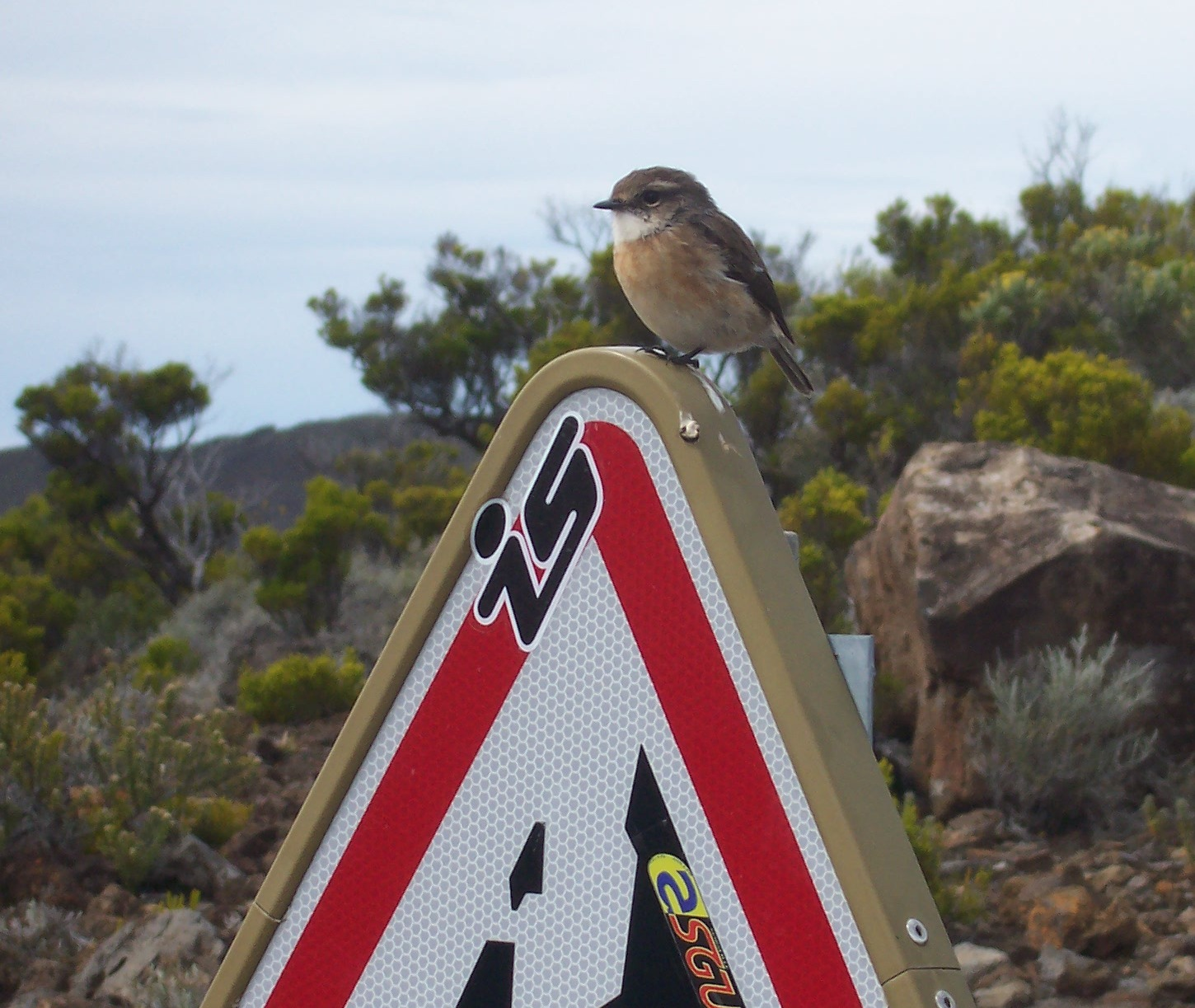
Un juvénile.

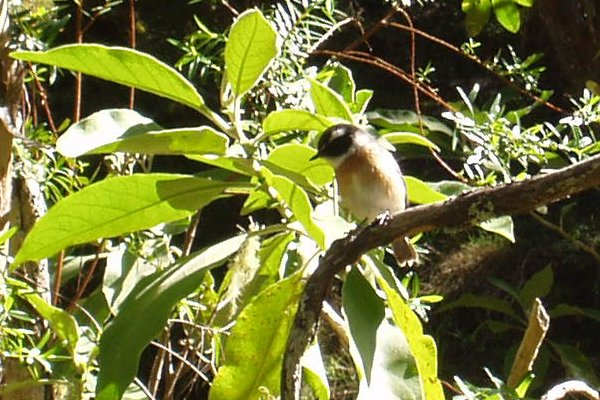
Un tec-tec dans la végétation des Hauts de la Réunion.

Septembre à janvier. Nid au sol caché sous une touffe, dans une prairie, un sous bois clair ou sur un talus, parfois sur une branche basse ou dans une anfractuosité d'un tronc à 1 ou 2 mètres du sol, fait de mousses, tiges végétales et crins. 2 à 4, le plus souvent 3 œufs, bleu vert très clair, marqués de roux pâle.

## Comportement
Le tec-tec n'est pas farouche et se laisse approcher par les humains jusqu'à deux ou trois mètres. Il est curieux et accompagne parfois les promeneurs sur les sentiers.
Son appel est formé de notes répétées courtes et sèches, qui lui ont valu son nom local de tec-tec.